# Úlbajan járás
Úlbajan járás (mongol nyelven: Уулбаян сум) Mongólia Szühebátor tartományának egyik járása. Területe 4000 km². Népessége kb. 4200 fő.